# HD 171130
HD 171130，又名BD-14 5106，SAO 161605、HR 6962，是一颗恒星，视星等为5.76，位于銀經17.7，銀緯-2.88，其B1900.0坐标为赤經18h 27m 56.2s，赤緯-14° -2.88′ 41″。